# SLA 2 Be Sample
SLA 2 Be Sample é o segundo álbum de estúdio da cantora e compositora brasileira Fernanda Abreu. O seu lançamento ocorreu em 12 de setembro de 1992, através da EMI-Odeon.

## Alinhamento de faixas
| N.º | Título                                  | Compositor(es)                                              | Duração |  |
| 1.  | "Jorge de Capadócia"                    | Jorge Ben                                                   | 5:54    |  |
| 2.  | "Vinheta I"                             |                                                             | 0:17    |  |
| 3.  | "O Céu Pode Esperar"                    | Fernanda Abreu Marcelo Lobato                               | 4:01    |  |
| 4.  | "O Estado das Coisas"                   | Fernanda Abreu Mathilda Kovak                               | 4:59    |  |
| 5.  | "Hello Baby"                            | Fernanda Abreu Luiz Stein Carlos Laufer                     | 5:05    |  |
| 6.  | "Rio 40 Graus"                          | Fernanda Abreu Fausto Fawcett Carlos Laufer                 | 5:09    |  |
| 7.  | "Vinheta II"                            |                                                             | 0:15    |  |
| 8.  | "Sigla Latina do Amor (SLA 2)"          | Fernanda Abreu Fausto Fawcett Marcelo Lobato Falcon         | 3:24    |  |
| 9.  | "Do Seu Olhar"                          | Fernanda Abreu Fernando Vidal                               | 4:06    |  |
| 10. | "Uma Breve História do Tempo"           | Fernanda Abreu Alexandre Amorim Fernando Vidal Márcia Stein | 3:45    |  |
| 11. | "Vinheta III"                           |                                                             | 0:30    |  |
| 12. | "Be Sample"                             | Fernanda Abreu Fábio Fonseca Chacal                         | 2:57    |  |
| 13. | "Boogie Oogie Oogie (Disco Classics 2)" | Janice Johnson Perry Kibble                                 | 5:48    |  |

## Créditos
- Jorge Davidson: direção artística
- Liminha: produção, mixagem
- Fernanda Abreu: co-produção, produção e arranjos de voz e vocais, samples, concepção e arranjo, colagem interna
- Fábio Fonseca (menos Jorge da Capadócia e Rio 40 Graus): co-produção
- Vitor Farias: mixagem
- Felipe Abreu: produção e arranjos de voz e vocais
- Sergio Mekler: samples, concepção e arranjo, produção, edição e mixagem de vinhetas
- Chico Neves: samples, edição e programação
- Luiz Stein: capa
- Flávio Cocker: fotos
- Marcelo Rosauro: assistente de arte
- Egei Çais: coordenação gráfica
- Renato Luiz e Brad Gilderman: técnicos de gravação
- Andréa Alves: assistente de produção
- Márcio Paquetá: assistente de gravação
- Guilherme Calichio e Márcio Paquetá: assistentes de mixagem